# 病变
病变是指生物体组织的任何损害或异常变化，通常由疾病或创伤引起。植物和动物身上都有可能发生病变。病变可以发生在身体的任何地方。

## 类型
病变的分类或命名方式并无固定标准。由于病变可发生于身体任一部位，其定义非常广泛，种类几乎无穷无尽。一般而言，病变可依模式、大小、位置或成因分类，有时也会以发现者命名。例如，结核病患者肺部的Ghon病变以发现者Anton Ghon命名；水痘带状疱疹病毒感染的典型皮肤病变称为「水痘」，而牙齿病变则称为「蛀牙」或「龋齿」。

### 位置
病变可根据组织类型或位置命名，例如「皮肤病变」或「脑病变」是依其所在组织分类。若病变发生于具特定区域意义的组织中（如神经损伤，不同位置对应不同神经功能缺损），则依位置进行更细分类。例如，中枢神经系统的病变称「中枢病变」，而周围神经系统的病变称「周围病变」。心肌病变指心肌损伤，冠状动脉病变则是一种发生于冠状动脉的病变，可进一步依心脏受影响的部位及动脉直径分类。

### 成因与性质
由肿瘤引起的病变经活体组织检查后可分为恶性或良性。良性病变若有演变为恶性的倾向，称为「癌前病变」。癌性病变有时依生长动态分类，如Lodwick分类法将骨病变分为不同类型。另一类型为「兴奋性毒性病变」，是由兴奋性氨基酸（如卡英酸）过度刺激神经元，导致神经元死亡。

### 大小与形状
病变大小分为「肉眼可见」与「组织学等级」两种，后者需显微镜观察。占位性病变指具有可辨识体积，可能压迫周围组织；非占位性病变则仅为组织内孔洞，如中风后的小脑区域液化。
形状也是分类依据之一，许多溃疡的形状可能呈靶心或「靶状」外观；X光片上的肺结节则呈现如「硬币」置于患者胸部上的形状。